# نجف دريابندري
نجف دريابندري (بالفارسية: نجف دریابندری) (23 أغسطس 1929 - 4 مايو 2020)، كاتب ومترجم إيراني مختص في الترجمة من الإنجليزية إلى الفارسية.  بدأ الترجمة في سن 17 مع كتاب ويليام فوكنر «وردة لإيميلي». وقام هو وزوجته فهيمه رستكار بتاليف كتاب «من الثوم إلى البصل»، المكون من مجلدين عن المطبخ الإيراني الذي جمع الأطباق المتنوعة من البلاد.
وُلد في نجف في عبادان، وهو ابن القبطان خلف دريابندري، أحد أوائل الطيارين في البحرية الإيرانية. أقامت نقابة البحارة الإيرانيين حفلاً لإحياء ذكرى نجف دريابندري ومنحته نسخة طبق الأصل من نقوش السويس الكبرى لداريوس.

## قائمة مختارة من الأعمال
الترجمات إلى الفارسية
- همنغواي وداعا للأسلحة والعجوز والبحر
- Kazuo إيشيجورو لا يزال من اليوم
- وليام فولكنر وردة لإميلي وأنا أحتضر (رواية)
- برتراند راسل تاريخ الفلسفة الغربية والتصوف والمنطق والقوة : تحليل اجتماعي جديد
- صمويل بيكيت في انتظار غودو
- إدغار لورنس دكتور في بيلي باثغيت وRagtime
- مارك توين مغامرات هاكلبري فين والغريب الغامض [7]
- ويل كوبي الصورة انحطاط وسقوط عمليا الجميع ، 1972 تحت عنوان Čenin konand bozorgān (چنین کنند بزرگان ، هكذا قانون العظيم).
- ارنست كاسيير فلسفة التنوير واسطورة الدولة
- اشعياء برلين المفكرين الروس
- سوفوكليس 's أنتيجون
- خليل جبران النبي والرجل المجنون

أعماله
- من الثوم إلى البصل ، شارك في تأليفه مع زوجته فهيمة رستكار.[8]
- ألم نكران الذات: مراجعة لمفهوم الاغتراب في فلسفة الغرب (1990) [9]
- أسطورة الأسطورة (2001) [10]
- في هذا الصدد (2009) [11]

## وفاته
```
توفي نجف دريابندرى في الرابع من مايو عام 2020 في 
طهران
 عن عمر ناهز 90 عاما. كتب ولده السيد «سهراب دريابندرى» على صفحته الشخصية مُعلناً خبر الوفاة 
«
" قبل دقائق توفى (نجف دريابندرى) بعد صراع طويل مع المرض ، أقدم التعازي لكل محبيه ،وأطلب منهم عدم القدوم إلى منزله تجنباً للعدوى -من فيروس كورونا- وقريباً سأوافيكم بمعلوماتٍ أكثر -بشأن هذا الصدد"
»
.
```